# Странник (журнал)
«Странник. Литература, искусство, политика» — один из первых частных литературных иллюстрированных журналов, созданных в годы «Перестройки», начал выходить ещё в СССР. Издавался в Москве в 1991—1993 гг. Учредитель и главный редактор — Сергей Яковлев. В редколлегию журнала входили Галина Белая, Андрей Битов, Александр Доброхотов, Виктор Ерофеев, Владимир Кантор, Сергей Ларин, Инар Мочалов, Владислав Семернин, Анатолий Стреляный, Лев Тимофеев, Давид Фельдман, Григорий Ханин, Виктория Чаликова, Пётр Черкасов, Борис Черных, Мариэтта Чудакова, Георгий Юдин. Журнал имел ярко выраженную публицистическую направленность: важное место в нём уделялось уяснению исторического пути России на переломном этапе и правозащитной тематике (в частности, первый номер открывался статьёй известной правозащитницы С. В. Каллистратовой о необходимости отмены смертной казни). Здесь впервые были опубликованы многие ранее неизвестные или запрещённые цензурой произведения, такие как «Автофиография» и «История одного города» Евгения Замятина, повесть Георгия Демидова «Амок», поэма Евгения Шварца «Страшный Суд», письма Владимира Короленко, Виктора Шкловского, эссе Василия Розанова, статьи Льва Шестова, Аарона Штейнберга, путевые дневники Михаила Бестужева, письма и стихи Н. П. Кугушевой-Сивачёвой, а также статьи Андрея Синявского, Игоря Голомштока, Александра Янова, Бориса Гройса и др. Печатались в журнале и произведения современных поэтов и прозаиков.
Журнал отличал продуманный чёрно-белый иллюстративный ряд (работы фотохудожника Владимира Филонова, графиков Павла Бунина, Владимира Денисова, старинные гравюры).
Идейно журнал «Странник» противостоял как коммунистическому режиму, так и сменившему его олигархическому правлению Б. Н. Ельцина, оставаясь в русле народно-демократических традиций русской классики.
Всего вышло (вместе с приложениями) 7 выпусков журнала (формат А4, объём 100 полос, тираж от 5000 до 50000 экз.). В 1993 г. выпуск «Странника» был прекращён по причине отсутствия средств на издание.